# 世代飞船
世代飞船是一种设想中的以远低于光速进行恆星際旅行的星舰。
由于船速较慢，飞船需经过几百年甚至上千年才能到达目的地，原来的船员会老去死亡，而他们的后代会生活在船上，直到飞达目的地。
在大眾媒體上這種設計罕見，影像中最知名的太空奇兵·威E的「艾森號」（Axiom），但最有趣的是它的目的地竟然是地球，即人類在地球被嚴重污染後，不同其他人類放棄地球，而是等無人機器自動清理，等千百年後清理完成後回歸地球。